# Debbi Morgan
Deborah (Debbi) Morgan (Dunn (North Carolina, 20 september 1956) is een Amerikaanse film- en televisieactrice. Ze is waarschijnlijk het meest bekend door haar rol als Angie Baxter in de ABC-soapserie All my Children en van haar rol als The Seer in het vierde en vijfde seizoen van Charmed.
Morgan maakte op 7 oktober 2011 haar debuut als Yolanda Hamilton in de soap The Young and the Restless. All my Children zond twee weken daarvoor haar laatste aflevering uit.

## Biografie

### Persoonlijk
Morgan werd geboren in Dunn, North Carolina, als de dochter van slager George Morgan junior en lerares Lora. Ze heeft een jongere zus, genaamd Terry. Het gezin Morgan verhuisde naar New York toen Debbi drie maanden oud was. Op achtjarige leeftijd verloor Morgan haar vader aan leukemie. 
Morgan is vier keer getrouwd, met Charles Weldon van 1980 tot 1984, met acteur Charles S. Dutton van 1989 tot 1994, met fotograaf Donn Thompson van 1997 tot 2000 en met Jeffrey Winston sinds 2009. 

### Carrière
Morgans debuut op het witte doek was in de film Mandingo in 1975. Ze speelde de rol van Dite. Op televisiegebied speelde ze de terugkerende rol van Diane Harris in What's Happening (1976-1977) en in Good Times. In januari 1982 zou Morgan beginnen aan haar meest bekende rol, namelijk die van Angie Baxter in All my Children. Haar rol gaf veel herkenning bij de zwarte bevolking. Angie en het karakter Jesse Hubbard, gespeeld door Darnell Williams, werden het eerste Afrikaans-Amerikaanse - superkoppel.  In 1989 werd haar werk bij AMC bekroond met een Daytime Award in de categorie Outstanding Supportign Actress in a Drama Series. Na acht jaar besloot Morgan in juli 1990 uit de soap te vertrekken.
Na haar vertrek bij AMC zou Morgan actrice Sharon Brown vervangen in de NBC-soapserie Generations. Ze bleef bij de soap tot het einde van de serie. In 1991 liet ze zich overhalen om haar rol als Angie op te pakken voor een gastrol in Loving en later nogmaals in 1995 voor The City. Morgan was de eerste actrice die hetzelfde karakter in drie verschillende soaps speelde. 
Tussen 1997 en 1998 speelde Morgan de rol van dokter Ellen Burgess in Port Charles. In het begin van de eenentwintigste eeuw speelde ze de leidende rol van Lora Gibson in de serie For the People. Daarnaast bemachtigde ze de rol van The Seer in Charmed. Morgan zou gedurende het vierde en vijfde seizoen gestalte geven aan dit karakter. 
Samen met collega Darnell Williams besloot Morgan in januari 2008 terug te keren in All my Children. Beiden kregen een contract voor lange tijd. In september 2011 viel echter het doek voor de serie. Na afronding van de opnames van AMC werd Morgan gecontracteerd bij de soap The Young and the Restless. Sinds oktober 2011 geeft zij gestalte aan Yolanda Hamilton.
In 2017 speelde Morgan de rol van Dolores Miller in de Netflix-televisieserie The Defenders.
- Bibliothèque nationale de France: cb14208663j (data)
- International Standard Name Identifier: 0000 0001 1474 2628
- Library of Congress Control Number: no99022872
- MusicBrainz: 68bdaed0-a57e-4f54-80c0-d095724ad83b
- Virtual International Authority File: 19892118